# Hewitsonia danane
Hewitsonia danane är en fjärilsart som beskrevs av Henry Stempffer 1969. Hewitsonia danane ingår i släktet Hewitsonia och familjen juvelvingar. Inga underarter finns listade i Catalogue of Life.